# 2. Feldhockey-Bundesliga 2009/10 (Damen)
Die Saison 2009/10 der 2. Bundesliga Damen startete am 12. September 2009 und endet am 6. Juni 2010.
Da die 1. Bundesliga Damen in der folgenden Saison von 10 auf 12 Teams aufgestockt wurde, stieg zusätzlich ein Gruppenzweiter auf und es gab in beiden Gruppen nur einen Absteiger.

## Abschlusstabellen
Legende:

| (A) | Absteiger aus der 1. Bundesliga |
| (N) | Aufsteiger aus der Regionalliga |
|     | Aufsteiger in die 1. Bundesliga |
|     | Absteiger in die Regionalliga   |

| Platz | Club                       | Spiele | Tore  | Punkte |
| ----- | -------------------------- | ------ | ----- | ------ |
| 1.    | Schwarz-Weiß Neuss         | 14     | 45:13 | 34     |
| 2.    | Eintracht Braunschweig (A) | 14     | 55:13 | 32     |
| 3.    | ETuF Essen                 | 14     | 37:14 | 30     |
| 4.    | Großflottbeker THGC        | 14     | 40:13 | 28     |
| 5.    | RTHC Leverkusen            | 14     | 29:33 | 18     |
| 6.    | Gladbacher HTC (N)         | 14     | 26:60 | 12     |
| 7.    | Hamburger Polo Club        | 14     | 15:39 | 11     |
| 8.    | Rissener SV (N)            | 14     | 12:74 | 3      |

| Platz | Club                | Spiele | Tore  | Punkte |
| ----- | ------------------- | ------ | ----- | ------ |
| 1.    | Münchner SC (A)     | 14     | 47:15 | 38     |
| 2.    | Mannheimer HC       | 14     | 63:10 | 37     |
| 3.    | TSV Mannheim Hockey | 14     | 47:17 | 29     |
| 4.    | Eintracht Frankfurt | 14     | 23:27 | 19     |
| 5.    | SC Frankfurt 1880   | 14     | 27:37 | 16     |
| 6.    | Zehlendorfer Wespen | 14     | 23:24 | 16     |
| 7.    | TG Frankenthal (N)  | 14     | 13:53 | 7      |
| 8.    | HCLG Leipzig (N)    | 14     | 11:61 | 6      |

## Auf- und Absteiger
Absteiger aus der 1. Bundesliga ist für die nächste Saison Jahr die HG Nürnberg.
Aufsteiger aus der Regionalliga für die nächste Saison sind im Süden die HTC Stuttgarter Kickers und der ATV Leipzig, im Norden der Marienthaler THC und der HC Essen 99.